# Propostas de criação de unidades federativas do Brasil
Propostas de criação de unidades federativas do Brasil estão em discussão e em diferentes estágios de tramitação no Congresso Nacional atualmente. Foram propostas oficialmente a criação de 18 novos estados e três novos territórios federais, o que elevaria o total de unidades da federação para 48. A região com o maior número de unidades federativas seria a região Norte, enquanto a região Sul seria a única com uma unidade federativa nova. Os estados com estágio de criação mais avançados são Gurgueia, e Maranhão do Sul, ambos na região Nordeste.
Com vista a organizar e acelerar o debate e trâmites no Congresso, foi instalada, em 2003, a Frente Parlamentar sobre a Criação de Novos Estados e Territórios, por iniciativa dos deputados federais Ronaldo Dimas (PSDB-TO) e Sebastião Madeira (PSDB-MA). Segundo a proposta, esse seria um mecanismo para conduzir a divisão territorial do País como forma de reduzir as desigualdades socioeconômicas e favorecer o desenvolvimento das regiões menos assistidas pelo Poder Público. A ideia é seguir o exemplo bem sucedido do estado do Tocantins. Os projetos da região Norte também foram submetidos à Comissão da Amazônia, Integração Nacional e de Desenvolvimento Regional (CAINDR). Caso os projetos sejam aprovados no Congresso, o passo seguinte é conduzir um plebiscito junto aos moradores de cada estado, com a coordenação do Tribunal Superior Eleitoral. Havendo aprovação nas urnas, a proposta é encaminhada ao Palácio do Planalto, para que o presidente da República envie ao Congresso um projeto de lei complementar propondo a criação da nova unidade.
Os argumentos desfavoráveis à criação de novas unidades se concentram nos altos custos, e, segundo o artifício tem motivações políticas. O Tocantins, por exemplo, onerou aos cofres nacionais cerca de R$ 1,2 bilhão. Caso todas as novas unidades sejam aprovadas, o custo total pode chegar a R$ 20 bilhões. Os gastos são gerados pela instalação de uma sede de governo, uma assembleia legislativa, secretarias estaduais, entre outros. Além do custo de instalação, também cria-se um gasto anual entre salários e custeio que chegam a R$ 30 milhões para cada novo estado. Os senadores de cada unidade também teriam um custo adicional de R$ 150 mil só em salários anuais.

## História

### Colônia

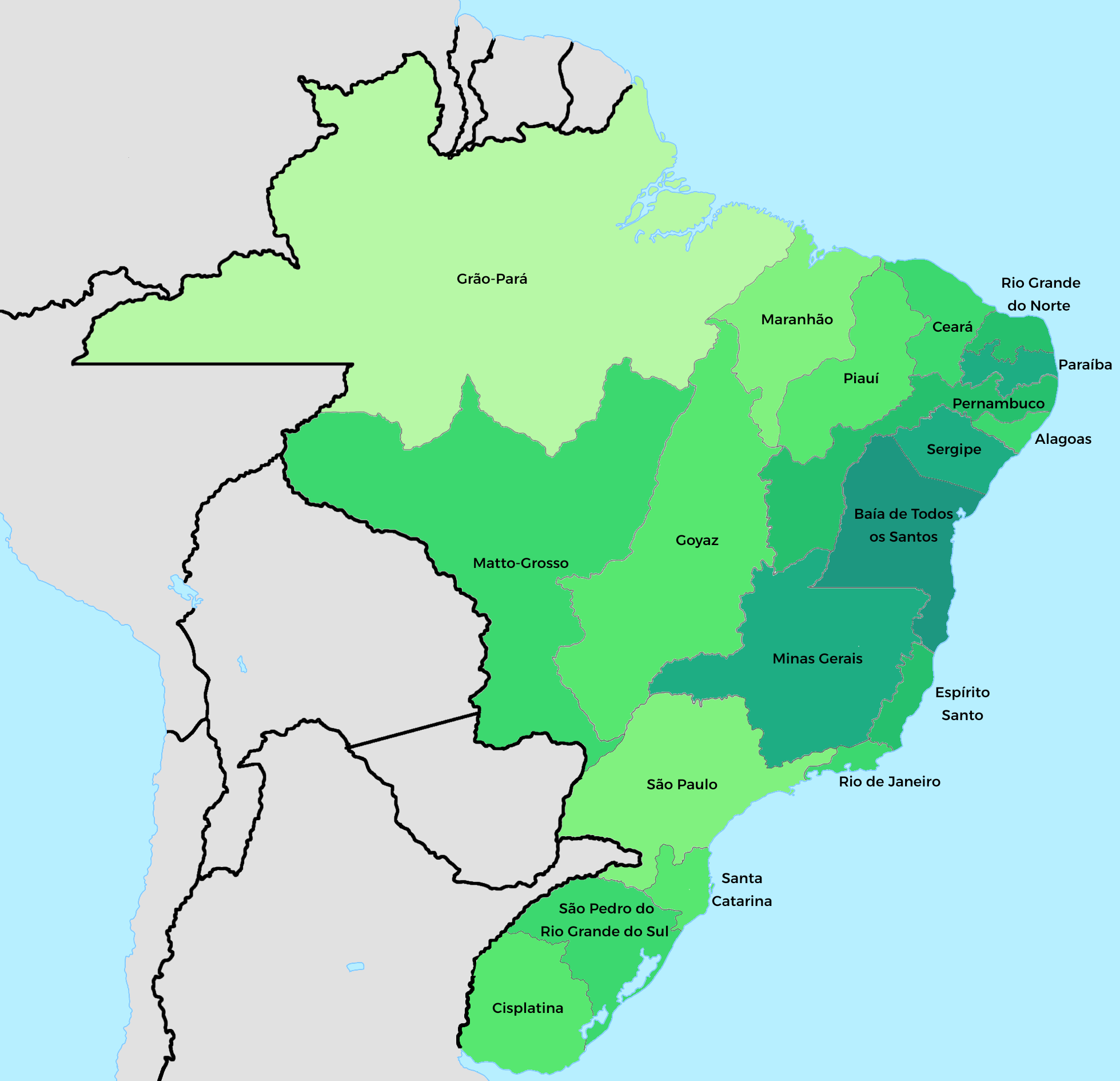
Províncias do Império do Brasil em 1822.

O conceito de criação de novas unidades da federação não é novo na história do Brasil. Desde que os portugueses avançaram pela porção da América do Sul atribuída a Castela pelo Tratado de Tordesilhas,  levando à assinatura de um novo acordo, o Tratado de Madrid, o mapa do país passou por diversas mudanças.
Nas primeiras décadas do século XVIII, o Brasil já contava com a maior parte do território atual, mas apenas sete capitanias-gerais: Grão-Pará, Maranhão, Pernambuco, Bahia, Rio de Janeiro, São Paulo e São Pedro.
Já em fins do mesmo século, várias outras capitanias existiam como resultado dos desmembramentos de Pernambuco, Bahia e São Paulo, a exemplo de Minas Gerais, que se desmembrou da Capitania de São Paulo e Minas de Ouro, e de Ceará, Paraíba e Rio Grande do Norte, desligados da Capitania-geral de Pernambuco. Em 1817, Pernambuco perdeu a Comarca das Alagoas, como punição pela Revolução Pernambucana, sendo criada a Capitania de Alagoas, por D. João VI. Em 1820, D. João VI autorizaria a emancipação da  capitania de Sergipe del-Rey.

### Império

#### Criações
Entre 1821 e 1823 foi criada a província de São João da Palma e compreendia os territórios do estados brasileiros do Tocantins, na época capitania de Goiás, e a porção sul da capitania do Grão-Pará. Foi extinta em 1823, tendo hoje o Tocantins como seu sucessor. 
Em 1850, o Amazonas se tornou uma província autônoma, confirmada segundo a Lei n.º 582, de 5 de setembro de 1850, separando-se definitivamente do Grão-Pará, como recompensa a sua fidelidade ao governo imperial em não aderir a Cabanagem.
Em 1853, a porção sul da província de São Paulo foi desmembrada, criando o Paraná, sob a Lei nº 704, de 8 de agosto de 1853, como recompensa a sua fidelidade ao governo imperial em não aderir a Revolução Farroupilha e a Revolta Liberal de 1842. 

#### Propostas
Em 1824, Pernambuco perdeu a Comarca do Rio de São Francisco, região da margem esquerda do rio São Francisco (atual Oeste da Bahia), como punição pela Confederação do Equador. No ano de 1850, 5 signatários, dentre eles o barão de Cotegipe, firmaram o quarto projeto de criação da Província do Rio São Francisco, projeto pleiteado por seus moradores até os dias atuais. Desde o desmembramento foram 8 tentativas baldadas (1823, 1830, 1850, 1856, 1857, 1873, 1987 e 2011) em se constituir uma unidade político-administrativa autônoma no oeste da Bahia.  

##### 1853
Em 1853, foi proposto projeto de lei pelo senador Cândido Mendes para a criação da Província de Oyapóckia, na fronteira do extremo norte do Brasil como capital seria Macapá. Este projeto inicialmente foi rejeitado. Em 1873, Cândido Mendes retorna com o projeto, modificando o nome para Província de Pinsônia, tanto referência a como o rio Oiapoque era conhecido (rio de Vicente Pinzón), quanto em homenagem ao navegador Vincente Pinzón, descobridor de sua foz. 

##### 1856
Em 1856, o deputado Antônio Gabriel de Paula Fonseca apresentou à Assembleia Geral projeto de lei propondo a criação da província de Minas Novas, também chamada de Arassuaí. De acordo como o projeto apresentado, abrangeria parte do território do sul da Bahia e do norte-nordeste de Minas Gerais, sendo capital a antiga Vila do Bom Sucesso das Minas Novas do Araçuaí, também conhecida como Vila do Fanado, hoje Minas Novas. Atualmente, a proposta de criação do estado de Minas do Norte é tido como seu sucessor.    

##### 1873
Em 1873, o visconde do Serro Frio, apresentou à Assembleia Geral seu Projecto de uma Nova Divisão Administrativa do Imperio do Brazil , nessa proposta foi apresentada pela quinta vez a criação da Província do Rio São Francisco, além de outras subdivisões, propondo a criação das províncias de Januária, Santa Cruz, Entre Rios, Sapucahy e Araguaya. Se o projeto tivesse sido aprovado, o sudoeste e o sul mineiros mais parte do território oeste, norte e nordeste de São Paulo dariam lugar à Província do Sapucahy (que ainda incluiria parte do litoral sul fluminense); parte de Goiás e mais o Triângulo e o oeste mineiros constituiriam a Província de Entre Rios; o noroeste e parte do norte mineiros seriam a Província de Januária; territórios que hoje formam o Tocantins e o sul dos estados do Maranhão e Piauí formariam a província do Araguaia; enquanto o nordeste de Minas Gerais daria lugar à Província de Santa Cruz juntamente com o litoral da Bahia e do Espírito Santo entre entre Ilhéus e São Mateus. O mesmo projeto ainda redefiniria os territórios do Espírito Santo e do Piauí. Hoje, o projeto de criação do estado de Triângulo, é tido como seu sucessor da antiga província de Entre Rios. Atualmente a proposta de criação do estado de Santa Cruz, na Bahia, tem como antecessor este projeto apresentado pelo visconde de Serro Frio em 1873.  Já o projeto mais recente de criação do estado de Araguaia no Mato Grosso não deve ser confundido com a província homônima proposta em 1873, pois são em áreas distintas, nas margens opostas do rio que batiza os projetos. 

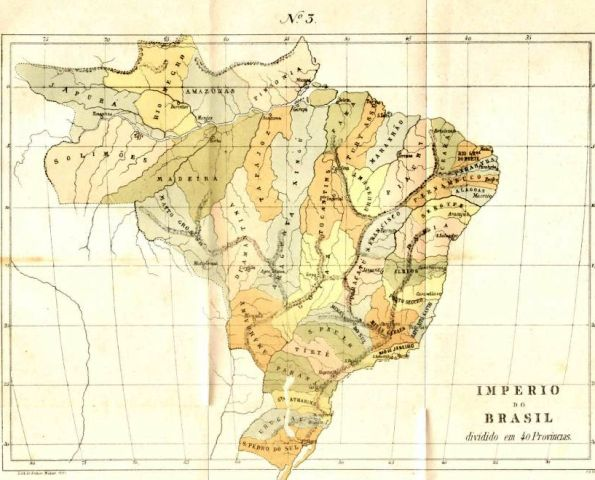
Projeto de 1880, elaborado pelo major Augusto Fausto de Sousa e apresentado ao Instituto Histórico e Geográfico Brasileiro.

##### 1880
No ano de 1880, o major Augusto Fausto de Souza elaborou o mapa denominado Imperio do Brazil dividido em 40 Províncias, apresentando-o ao Instituto Histórico e Geográfico Brasileiro, do qual era membro. Nele ele propõe a na Região Norte, a criação das Províncias de Tapajós, Madeira, Solimões, Japurá, Araguaya-Xingu e Tocantins, além de reforçar a necessidade de criação da Província de Pinsônia. Na Região Centro-Oeste, propunha a criação das Províncias de Diamantina e Amambay. Na Região Sudeste, propunha as Províncias de Tietê, Minas do Sul e Paracatu. Na Região Nordeste, propunha as Províncias de Urussuhy, Tury Assu, Ilhéus, Porto Seguro, além de reforçar a criação da Província do Rio São Francisco. E na Região Sul, propunha a criação da Província do Uruguai.

##### 1887
Em 1887, foi novamente apresentado à Assembleia Geral o projeto de criação da Província do Rio Sapucaí, também chamada de Minas do Sul, pelo senador Joaquim Floriano de Godoy, que desmembraria o sul de Minas Gerais e o norte de São Paulo. Sua ideia foi apresentada em seu livro intitulado "Projecto de Lei para a creacção da Província do Rio Sapucahy".  

### República
Em 1943, com a entrada do Brasil na Segunda Guerra Mundial, o governo de Getúlio Vargas decide desmembrar seis territórios estratégicos de fronteira do país para administrá-los diretamente: Ponta Porã, Iguaçu, Amapá, Rio Branco, Guaporé e o arquipélago de Fernando de Noronha. Ponta Porã e Iguaçu retornam à condição original após a guerra, enquanto os quatro restantes são mantidos (Rio Branco é renomeado como Roraima e Guaporé batizado de Rondônia em homenagem ao Marechal Rondon).
No ano de 1960, um território quadrangular foi desmembrado do estado de Goiás, na divisa com o estado de Minas Gerais, para abrigar a nova capital do país, Brasília, que foi sediada no novo Distrito Federal. Simultaneamente, o território do antigo Distrito Federal foi transformado em estado da Guanabara, compreendendo apenas a cidade do Rio de Janeiro e sua área rural. Em 1975, o estado da Guanabara foi incorporado ao estado do Rio de Janeiro e a cidade do Rio de Janeiro passou a ser sua capital. Já em 1977 a porção sul de Mato Grosso foi emancipada como o novo estado de Mato Grosso do Sul tendo como capital a cidade de Campo Grande. Em 1978 a proposição PLP-194 da Câmara dos Deputados prevê a criação do estado de Santa Cruz, desmembrado a partir dos territórios de Minas Gerais e Bahia. No ano seguinte a proposta é rejeitada pela Mesa Diretora e arquivada. Em 22 de dezembro de 1981, foi criado o estado de Rondônia e instalado em 4 de janeiro de 1982, tendo como capital a cidade de Porto Velho.  Rondônia foi o único estado onde não houve eleição para governador no ano de 1982, quando, após 16 anos, os eleitores brasileiros voltaram a eleger seus governadores estaduais pelo voto direto (nos anos de 1970, 1974 e 1978, os governadores dos estados foram eleitos pelas Assembleias Legislativas dos respectivos estados).
A Constituição de 1988 deixou a estrutura das divisões como ela é hoje. Apesar de manter a definição legal de Territórios Federais, acabou com os existentes até então, elevando Roraima e Amapá à condição de estados e integrando Fernando de Noronha ao estado de Pernambuco. No mesmo ato, a porção norte de Goiás foi desmembrada como estado do Tocantins tendo como capital a cidade de Palmas (artigo 13 do Ato das Disposições Constitucionais Transitórias).

O primeiro governador de Tocantins foi Siqueira Campos, eleito por voto popular direto já em 15 de novembro de 1988, 41 dias após a promulgação da atual Constituição. Governou o estado durante um mandato-tampão de 1.º de janeiro de 1989 a 1.º de janeiro de 1991, para que as eleições em Tocantins coincidissem, a partir de 1990, com as demais eleições estaduais do Brasil, segundo disposição constitucional transitória. Quanto a Roraima e Amapá, só teriam seus governadores eleitos pela primeira vez pelo voto direto em 1990.

## Propostas ativas atuais
No Congresso, chegaram a ser cogitadas outras propostas para criação de novos estados e territórios:
- Estado do Planalto Central, formado com partes de Goiás, Minas Gerais e Distrito Federal;[3]
- Estado do Entorno, formado com partes de Goiás e Minas Gerais;[37][38]
- Estado do Itiquira, formado com partes de Goiás;[37]
- Estado do Juruá, desmembrado do Amazonas, abrangendo as cidades amazonenses nos limites com o Acre, que já teria Eirunepé como capital;[39]
- Estado de Solimões, desmembrado do Amazonas, abrangendo as áreas fronteiriças ao Peru e Colômbia e a capital seria Tabatinga.[39]
- Estado do Araguaia, a ser desmembrado do nordeste do Mato Grosso. A capital seria Barra do Garças;[39]
- Estado do Mato Grosso do Norte, a partir do noroeste do Mato Grosso, fronteiriço ao Amazonas e a Rondônia, a capital seria Juína;[39]
- Estado do Pantanal, a partir do oeste de Mato Grosso do Sul, fronteiriço ao Mato Grosso e Mato Grosso do Sul e já nasceria com Corumbá como capital;[40]
- Estado de São Paulo do Sul, que incluiria 54 municípios da região sul do estado de São Paulo, uma das regiões mais pobres do estado. Registro seria a capital.[41] (já rejeitado na CCJ da Câmara).[42] [43]
- Estado do Iguaçu, no oeste dos estados do Paraná e Santa Catarina. Seu território seria o mesmo do extinto Território do Iguaçu, criado em 1943 pelo então Presidente Getúlio Vargas e extinto em 1946;[44][45]
- Além dos Territórios Federais de Marajó, no Pará; Alto Rio Negro, que é antiga região conhecida como Cabeça do Cachorro, no noroeste do Amazonas; e Oiapoque, no Amapá.[5]

### Carajás
Caso aprovado o projeto de lei, seria estado fruto do desmembramento do Pará. Se Carajás, no sudeste paraense, saísse do papel, teria uma população de 1,3 milhão de habitantes. Teria 289.799 km² de área, um terço do atual estado do Pará. Seria o nono maior estado nesse quesito, com 39 municípios e 18% dos eleitores do Pará. Seria maior do que países como Portugal, Uruguai e Equador. Somente 11,04% de sua população são paraenses. Maranhenses são 23,08% e mineiros, 11,17%. O restante da população migrou de todo o Brasil. A proposta de plebiscito foi aprovada pela Câmara dos Deputados em 5 de maio de 2011. O plebiscito que decidiria se o estado de Carajás seria, de fato, criado ou não, foi realizado em 11 de dezembro de 2011..
- Projeto do plebiscito: Senado Federal PDS  00052 / 2007 de 20/03/2007

### Tapajós
O estado do Tapajós é uma proposta resultante do desmembramento de uma área do noroeste e do oeste do Pará.  Se o Tapajós saísse do papel seria o 4.º maior estado brasileiro, com 27 municípios, com sede em Santarém; já nasceria com um PIB maior que R$ 5 bilhões;
O plenário da Câmara dos Deputados aprovou no dia 5 de maio de 2011 o projeto de convocação do plebiscito sobre a divisão do Pará para criação de Carajás e Tapajós. No plebiscito sobre a criação do novo estado, previsto no PDC 2300/09, foram consultados os cidadãos dos municípios que passariam a compor o novo estado. O projeto aprovado também fixava um prazo de dois meses para o pronunciamento da Assembleia Legislativa do Pará. O plebiscito foi realizado pelo Tribunal Regional do Pará, após a promulgação das normas. Se fosse aprovado, iria ao Congresso para votação de uma lei complementar. O plebiscito que decidiu se o estado do Tapajós seria, de fato, criado ou não, realizou-se em 11 de dezembro de 2011..

### Rio São Francisco
O Estado do Rio São Francisco seria formado a partir de uma parte da Bahia, com a oeste do rio homônimo e sua proposta foi rejeitada na CCJ da Câmara .

### Gurgueia
O estado de Gurgueia, com 87 municípios, seria desmembrado do estado Piauí ao sudeste e foi batizado com o nome do Rio Gurgueia. Criado, o novo estado teria uma área de 155 568 km², ou seja, 61,85% da área total do atual estado do Piauí. Em seu território, morariam cerca de 645 296 habitantes, em torno de 21,46% da população estadual. A capital do novo estado seria a cidade de  Canto do Buriti. Também já contaria com uma universidade federal, a Universidade Federal do Vale do Gurgueia (UVG), com uma nova sede na cidade de São Raimundo Nonato, já em processo de aprovação no Congresso, como desmembramento da Universidade Federal do Piauí. A região é considerada fértil para a agricultura. Dividido em dois, o Piauí ainda seria maior que sete estados e o Gurgueia, maior que doze. Em dados de 2005, o Gurgueia seria o estado mais pobre do país, com renda per capita de R$ 71,92 e o único estado da Região Nordeste sem costa marítima ao lado do Maranhão do Sul, caso tal projeto fosse aprovado.
Teve plebiscito aprovado em 2006 pela Comissão de Constituição e Justiça da Câmara e apresentado no plenário, aguarda votação. No Senado, também aguarda votação no plenário. Aprovado no plenário em ambas as casas, terá período de até 3 anos para sua execução pelo Tribunal Regional Eleitoral do Piauí. A ideia tem apoio popular e político dentro das outras regiões do Piauí.
- Projeto do plebiscito: no Senado Federal PDS  00055/2007 de 09/04/2007 e na Câmara PDL 439/1994 de 30/06/1994.

### Maranhão do Sul
Com apoio aberto e organizado da maçonaria e da elite política local e mesmo do governo, a aprovação do plebiscito aconteceu no Senado em 2007. Desmembramento do sul do estado do Maranhão, se discute também qual seria a nova capital. Os locais mais prováveis são as cidades de Imperatriz, Açailândia, Barra do Corda e Balsas, apesar de algumas opiniões serem favoráveis à criação de uma nova cidade para esse fim.

### Triângulo
O estado do Triângulo, com 66 municípios, seria fruto do desmembramento da parte oeste de Minas Gerais e foi batizado com o nome da mesorregião do Triângulo Mineiro. Se criado, o novo estado terá uma área de 90 545 km². Em seu território, morariam cerca de 2.159.047 habitantes, em torno de 11% da população do atual estado. A capital do novo estado seria a cidade de Uberlândia, que possui atualmente 600.285 habitantes (IBGE/2010). e já nasceria maior que nove capitais brasileiras e representaria cerca de 28% da população do Triângulo. O novo estado já contaria com duas universidades federais, a Universidade Federal de Uberlândia (UFU), com sede na cidade de Uberlândia, e a Universidade Federal do Triângulo Mineiro (UFTM), com sede na cidade de Uberaba, ambas já estabelecidas na região. A região proposta seria considerada como um dos melhores índices sociais do país. Em dados de 2006, o Triângulo seria um dos estados mais ricos do país, em proporção, com um PIB de mais de R$ 33.127.886.000,00, que corresponde a aproximadamente 17% do PIB de Minas Gerais.
O plebiscito sobre o assunto foi aprovado no começo de 2008 pela Comissão da Amazônia, Integração Nacional e de Desenvolvimento Regional  e aguarda o parecer total da Comissão de Constituição e Justiça e de Cidadania. Daí segue para o Senado, onde aguardará votação no plenário.
- Projeto do plebiscito: Câmara PDC 570/2008 de 20/5/2008

### Propostas para mudança no status das regiões metropolitanas
Existem ainda propostas para transformar em estados independentes as principais regiões metropolitanas do país, que seriam administradas separadamente dos atuais estados aos quais pertencem. Esta é uma discussão que envolve tanto cientistas políticos como juristas, que defendem que este processo poderia ser implementado de diferentes formas, tanto com a transformação destas regiões metropolitanas em estados, como com a criação de um quarto tipo de unidade federada, além dos três níveis atualmente existentes (União, estado e município).

## Crítica às mudanças e propostas opostas

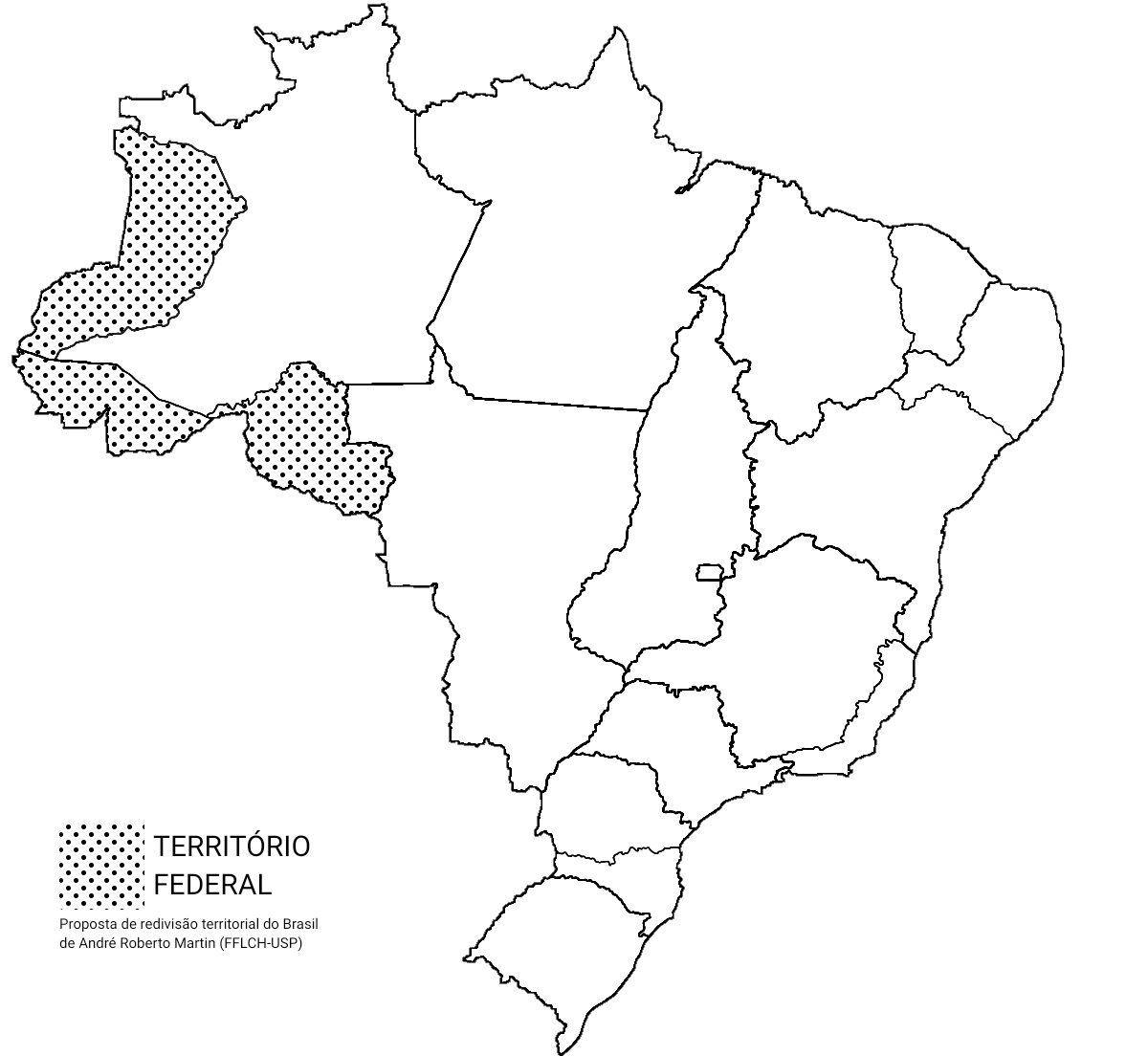
Proposta de redivisão territorial do Brasil, extraída da tese de doutorado de André Roberto Martin

O geógrafo André Roberto Martin (FFLCH-USP) se opõe a toda e qualquer proposta de criação de estados, ressaltando que quem as faz não se baseia em estudos concretos, na vontade popular e até mesmo parece favorecer certos grupos. O autor vê não na criação, mas na fusão de estados um alívio para os problemas administrativos. Em sua tese de doutorado, sugere que fundam-se Amazonas e Roraima, Pará e Amapá, Goiás e Tocantins, Mato Grosso e Mato Grosso do Sul, Maranhão e Piauí, Bahia e Sergipe, Rio de Janeiro e Espírito Santo e — pelo que ele chama de "recuperação pernambucana" — Rio Grande do Norte, Paraíba, Pernambuco e Alagoas, enquanto que Acre e Rondônia — além de uma parcela do Amazonas — converter-se-iam em territórios federais.
Martin aponta que a partição de Pernambuco resultou no declínio do mesmo. Sempre que surgia um levante, a Coroa fragmentava a unidade, gerando um mosaico de territórios pouco viáveis. Reagrupar as unidades num só corpo certamente alavancaria sua projeção no quadro nacional e chegaria até mesmo a reduzir os gastos governamentais — dado que agora haveria apenas um Executivo e um Legislativo —. Coisa semelhante com os demais estados ocorreria.
Vale lembrar também que nenhum dos novos estados surgiu consoante os anseios populares. Tocantins, Mato Grosso do Sul, Acre, Roraima, Amapá e Rondônia nasceram todos unilateralmente e em benefício de finos estratos sociais, avessos a tudo que não fosse de seu interesse, e denuncia que a maioria das propostas segue essa mesma linha, quando não segue a da singela ingenuidade.